# Sarma

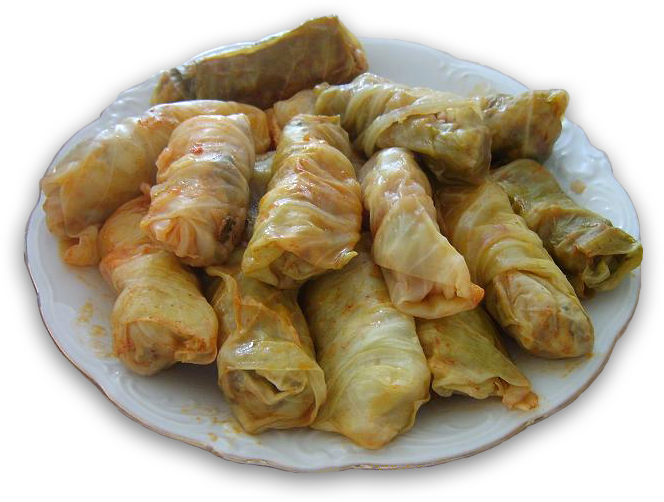
Un plat de lahana sarma

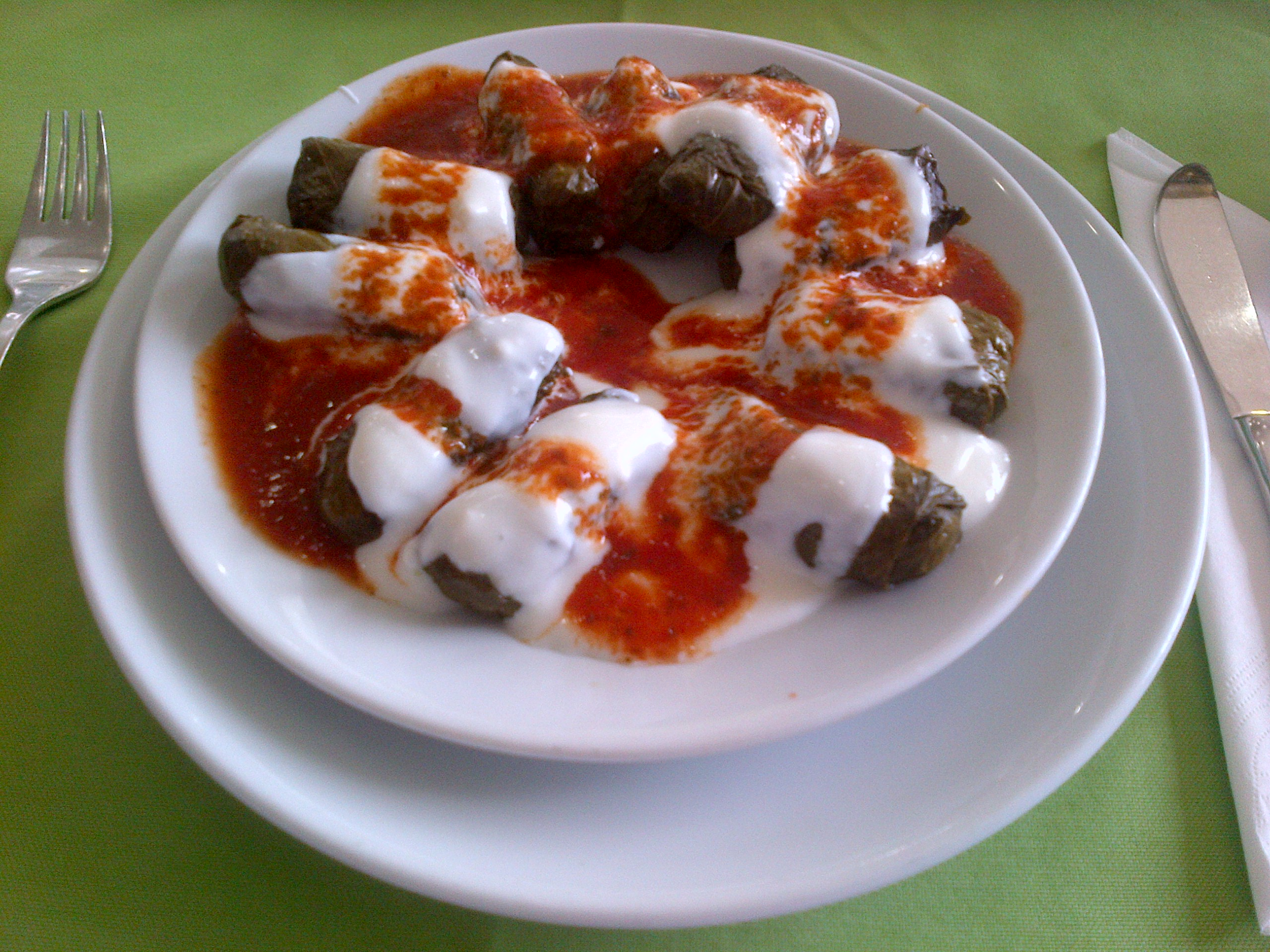
"Etli yaprak sarma" (Fulles de vinya farcits amb carn vermella) i la típic salsa de iogurt amb all a sobre, de la cuina turca.

Sarma (en turc, armeni o romanès, sarmale en plural en romanès, i сарма en la majoria de llengües eslaves meridionals) és el nom amb què es coneixen diferents aliments embolcallats amb fulles de vinya o col, essent un dels plats més característics de la regió dels Balcans i d'altres àrees veïnes. Sarma vol dir «enrotllat» o «embolcallat» en turc, i en la cuina turca té semblances amb el dolma. La versió russa s'anomena «голубцы» (golubtsy) i, com l'equivalent croata del plat, s'elabora amb fulles de col.
Les fulles normalment contenen carn picada, que pot ser de porc, vedella o xai. S'hi inclou també arròs (que és quelcom recent, perquè tradicionalment era blat) i sovint també ceba picada. S'acostuma a amanir el farcit amb pebre i herbes locals. La pasta s'enrotlla en fulles grans de vinya, col o plantatge, etc. i tot seguit es posen a coure durant hores. Existeixen moltes variants depenent de la regió, on poden afegir-s'hi ingredients exòtics com ara fulles de cirerer.
El sarma és un plat molt energètic que acostuma a acompanyar-se amb patates (en forma de puré) o mamaliga i bitxos. A tall de salsa, pot afegir-s'hi smetana, iogurt o iogurt amb all.
És pràcticament impossible fer sarmale per a poca gent, per això, es tracta d'un menjar idoni per a grans congregacions a la taula com poden ser les noces. Tradicionalment s'omple un pot sencer per a tota una família.
A la cuina alemanya, una variant és coneguda com a kohlrouladen o krautwickel.